# Germanicus Gemellus
Germanicus Julius Caesar Nero Gemellus (19-23) was een van de tweelingzonen van Drusus Julius Caesar en Livilla (zijn tweelingbroer was Tiberius Gemellus) geboren in 19 n.Chr.. Germanicus zou, amper vier jaar oud, in hetzelfde jaar als zijn vader overlijden.

## Verder lezen
- V. Gardthausen, art. Iulius [Germanicus], in RE X 1 (1918), col. 464.